# K-141 Kursk

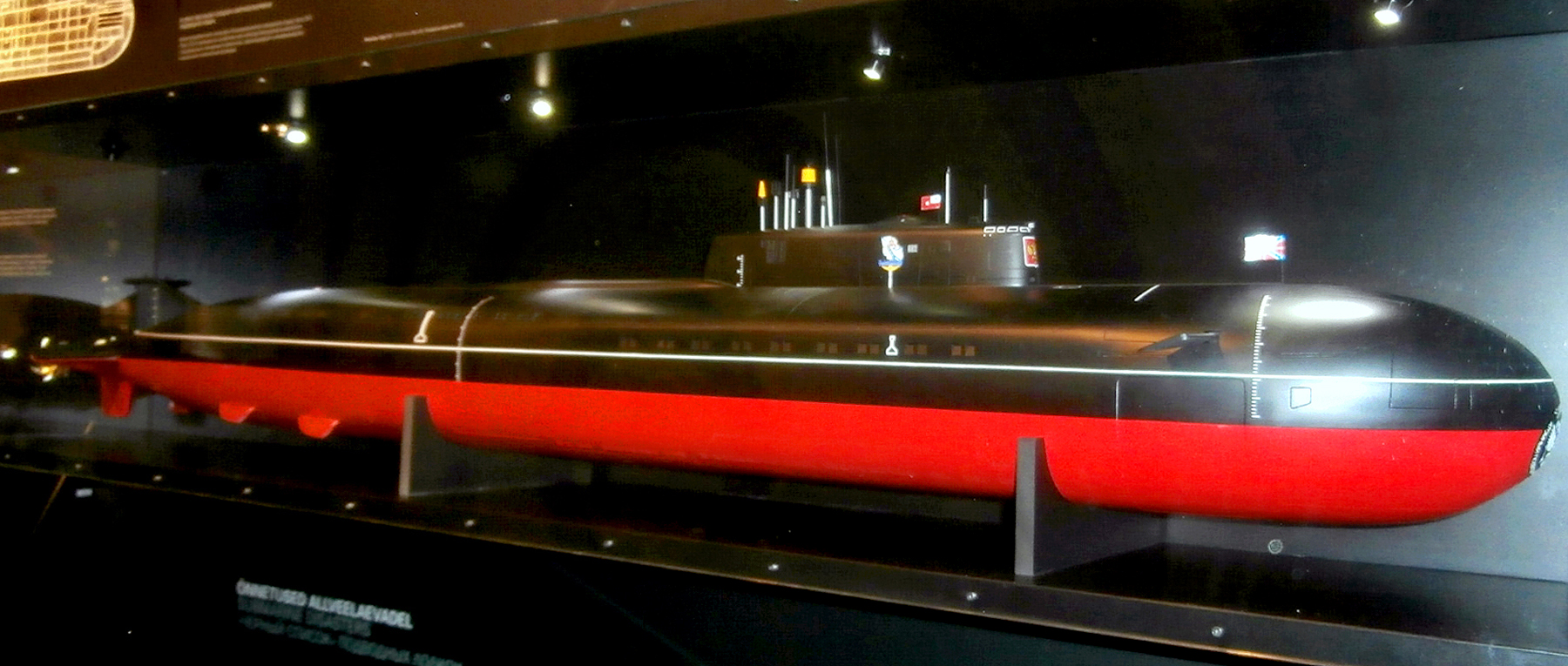
Modell av Kursk på Estlands sjöfartsmuseum 2014.

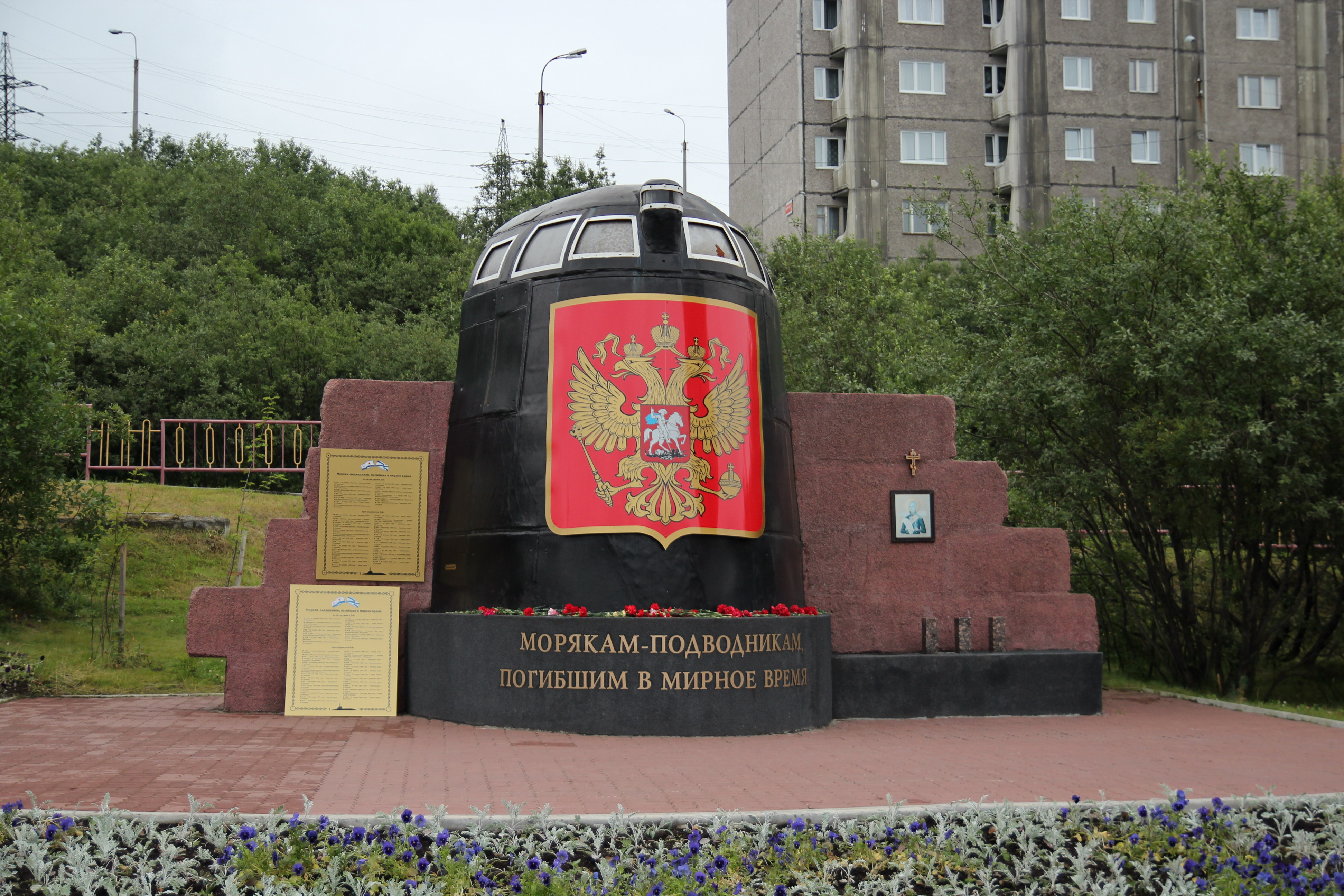
Monument över Kursk.

K-141 Kursk var en rysk atomubåt av Antej-klassen, tillhörande Norra flottan, namngiven efter staden Kursk. Ubåten förliste år 2000 under en militärövning i Barents hav.

## Förlisningen
Kursk byggdes 1992 och tjänstgjorde från december 1994 till 12 augusti 2000, då hon under en rysk flottövning sjönk till botten i Norra ishavet efter en explosion ombord. Alla 118 besättningsmän omkom. Att några av dem levde åtskilliga timmar i en sluten sektion av ubåten bevisas av de brev till nära och kära som har återfunnits. I flera dagar hoppades man kunna undsätta besättningen. Olyckan utlöste en inrikespolitisk debatt i Ryssland, där president Vladimir Putin beskylldes för att ligga och sola på sin datja i Sotji istället för att söka hjälp från NATO att rädda besättningen, då länder som Storbritannien, Frankrike, Tyskland och Norge erbjöd sin hjälp men Ryssland avböjde. Ubåten bärgades 2001 och de kroppar som hittades begravdes på Serafimov-kyrkogården i St Petersburg.

## Den officiella slutsatsen
Den officiella slutsatsen om hur olyckan gick till är att läckande väteperoxid från en Torped 65-76 startade en brand, som två minuter senare fick övriga torpeder att explodera.

## Konspirationsteorier

### Sänkt av en amerikansk ubåt
En teori, framförd av den franske filmregissören Jean-Michel Carré, är att en amerikansk ubåt av misstag sänkte Kursk. Två amerikanska ubåtar ska ha skuggat Kursk då man fått uppgifter att denna ska testa en toppmodern torped som skulle överträffa vad Nato-länderna hade. Amerikanarna tappar efter en stund bort den ryska ubåten och börjar cirkulera och söka febrilt efter den. Samtidigt som en av dem återfinner den ryska ubåten hör de hur denna öppnar torpedluckorna. Man hör hur vattnet svallar in i torpedtuberna och i ren panik avfyrar amerikanarna då en torped vilken träffar Kursk som havererar och sjunker till botten. Både USA och Ryssland ska ha tystat ned händelsen på grund av det då spända läget. Några hållbara bevis för denna teori har dock inte framlagts.

### Sänkt av rysk robotkryssare
En liknande teori har framförts av Berliner Zeitung, som hävdat att Kursk sänkes av en sjömålsrobot P-700 Granit, försedd med en ny ubåtsjaktstridsspets, vilken av misstag avskjutits från robotkryssaren Peter den Store. Inte heller denna teori har kunnat substantieras med bevis.

### Andra teorier
Bland andra teorier som har framförts, kan nämnas att Kursk skall ha sänkts av en kvarbliven sjömina från andra världskriget eller att ubåten kolliderat med ett undervattensobjekt.

## Avlidna

### Sektion 1
- Militärmästare Abdulkadyr M. Il'darov
- Överbåtsman Aleksey V. Zubov
- Matros Ivan N. Nefedkov
- Matros Maksim N. Borzhov
- Matros Aleksey V. Shul'gin
- Premiärlöjtnant Arnold Yu. Borisov - OAO "Dagdizel"
- Herr Mamed I. Gadzhiyev - OAO "Dagdizel"

### Sektion 2

#### Sjunde ubåtsdivisionens stab
- Kommodor Vladimir T. Bagriantsev - stabschef
- Kommendör Yuriy T. Shepetnov
- Kommendör Viktor M. Belogun'
- Kommendör Vasiliy S. Isayenko
- Kommendörkapten Marat I. Baygarin

#### Fartygskommendören
- Kommodor G. P. Liachin

### Sektion 8
- Kaptenlöjtnant Sergey V. Sadilenko
- Militärmästare Viktor V. Kuznetsov
- Båtsman Robert A. Gessler
- Överbåtsman Andrey M. Borisov
- Matros Roman V. Martynov
- Matros Viktor Yu. Sidiuhin
- Matros Yuriy A. Borisov

### Sektion 9
- Premiärlöjtnant Aleksandr V. Brazhkin
- Överbåtsman Vasiliy E. Ivanov
- Överbåtsman Mikhail A. Bochkov

#### Besättningen
- Kommendör Sergey V. Dudko - sekond
- Kommendör Aleksandr A. Shubin
- Kaptenlöjtnant Maksim A. Safonov
- Premiärlöjtnant Sergey N. Tylik
- Premiärlöjtnant Vadim Ya Bubniv
- Kommendörkapten Andrey B. Silogava
- Kaptenlöjtnant Aleksey Shevchuk
- Premiärlöjtnant Andrey V. Panarin
- Premiärlöjtnant Boris V. Geletin
- Premiärlöjtnant Sergey V. Uzkiy
- Kommendör Yuriy B. Sablin - fartygsingenjör
- Kommendörkapten Andrey V. Miliutin
- Kaptenlöjtnant Sergey S. Kokurin
- Överbåtsman Vladimir V. Khivuk
- Kommendörkapten Aleksandr Ye. Sadkov
- Kaptenlöjtnant Mikhail O. Rodionov
- Premiärlöjtnant Sergey N. Yerahtin
- Överbåtsman Yakov V. Samovarov
- Militärmästare Aleksandr V. Ruzliov
- Överbåtsman Konstantin V. Kozyrev
- Militärmästare Vladimir V. Fesak
- Överbåtsman Andrey N. Polianskiy
- Överbåtsman Segrey A. Kislinskiy
- Överbåtsman Sergey V. Griaznyh
- Matros Dmitriy S. Mirtov
- Översergeant Dmitriy A. Leonov
- Premiärlöjtnant Maksim A. Rvanin
- Matros Andrey N. Driuchenko
- Premiärlöjtnant Aleksey A. Ivanov-Pavlov
- Överbåtsman Viktor A. Paramonenko

Källa: